# Septimius Severus római császár
Imperator Caesar Lucius Septimius Severus Pertinax Augustus, általánosan elterjedt néven Septimius Severus, születési nevén Lucius Septimius Severus (Leptis Magna, 146. április 11. – Eboracum, 211. február 4.) az ókori Római Birodalom császára 193 és 211 között, a Severus-dinasztia megalapítója. Az utolsó nagy császárok egyike, számos reformot hajtott végre, amelyek késleltették a birodalom megállíthatatlan hanyatlását. A pannoniai Gorsiumból került a császári trónra, városát pedig immár uralkodóként 202-ben nagy külsőségek közepette meglátogatta, ennek emlékét ma is őrzik a város romjait bemutató szabadtéri múzeumban.

## Származása, ifjúkora
Septimius Severus 146. április 11-én született az Africa tartomány északkeleti partjainál fekvő Leptis Magna városában. Tanulmányait Rómában végezte. A senatori méltóságot rokona közbenjárása által szerezte meg, majd különféle magas állami és katonai tisztségeket töltött be. Commodus császár megbízásából 191-ben a pannoniai légiók parancsnoka lett.

## A hatalom megszerzése
Miután Pertinax császár rövid ideig tartó uralmának a császári testőrség, a praetorianusok lázadása véget vetett, a hatalomra egy dúsgazdag senator, Marcus Didius Iulianus került, aki tekintélyes pénzösszeggel megvásárolta a praetorianusok támogatását.
Ennek következtében a pannoniai legiók 193. április 9-én Carnuntumban császárrá kiáltották ki Septimius Severust. Hasonlóképpen Pescennius Niger a szíriai 
legiók, valamint Clodius Albinus a britanniai legiók támogatásával indultak el a császári trónért folyó küzdelemben. Severus hadai élén bevonult Rómába, s a praetorianusok meghátrálása miatt könnyűszerrel megdöntötte Marcus Didius Iulianus hatalmát. 
Első intézkedései Pertinax császár gyilkosainak megbüntetésére és a császári testőrség átszervezésére irányultak. A praetorianus sereg átszervezése főként a megbízható pannoniai legiókból történt. Amíg seregével keleten vetélytársa Pescennius Niger ellen küzdött, és a döntő győzelmet 194-ben Issosnál megszerezte, addig hatalmát Clodius Albinusszal megosztotta, átengedve számára néhány nyugati tartományt. Győzelme után azonban Albinus ellen fordult, s Lugdunum mellett 197-ben így legyőzte másik vetélytársát is. Az egyeduralom elérését követően Rómában kivégeztetett 40 Albinushoz hű szenátort.

## Uralkodása
Septimius Severus afrikai lovagrendi családból származott, Marcus Aurelius alatt lett szenátor. Személyében tehát nem római, hanem a provinciális lakosságnak egy felszínesen romanizált rétegéből való ember került a trónra. Hadseregében az illír és a thrák elem dominált. Érthető bizalmatlansággal fogadta tehát a római arisztokrácia az ő uralomra kerülését.
Erős kézzel látott neki a megrendült császári hatalom megerősítésének. Ez elsősorban a hadsereg megszilárdítását jelentette. A légiók száma 30-ról 33-ra nőtt, zsoldjukat többször is felemelte. A katonáknak megengedte szolgálati idejük alatt a nősülést is, s megnyitotta előttük a lovagrendbe való felemelkedés lehetőségét. Septimius Severus ezzel elérte, hogy a hadsereg hűséges volt hozzá haláláig. Ugyanakkor azonban meglazult a fegyelem, a haderő katonai értéke csökkent, a katonaság a társadalom többi részétől elkülönült, zárt kiváltságos renddé vált és a saját érdekeit egyre követelőzőbb módszerekkel képviselte.

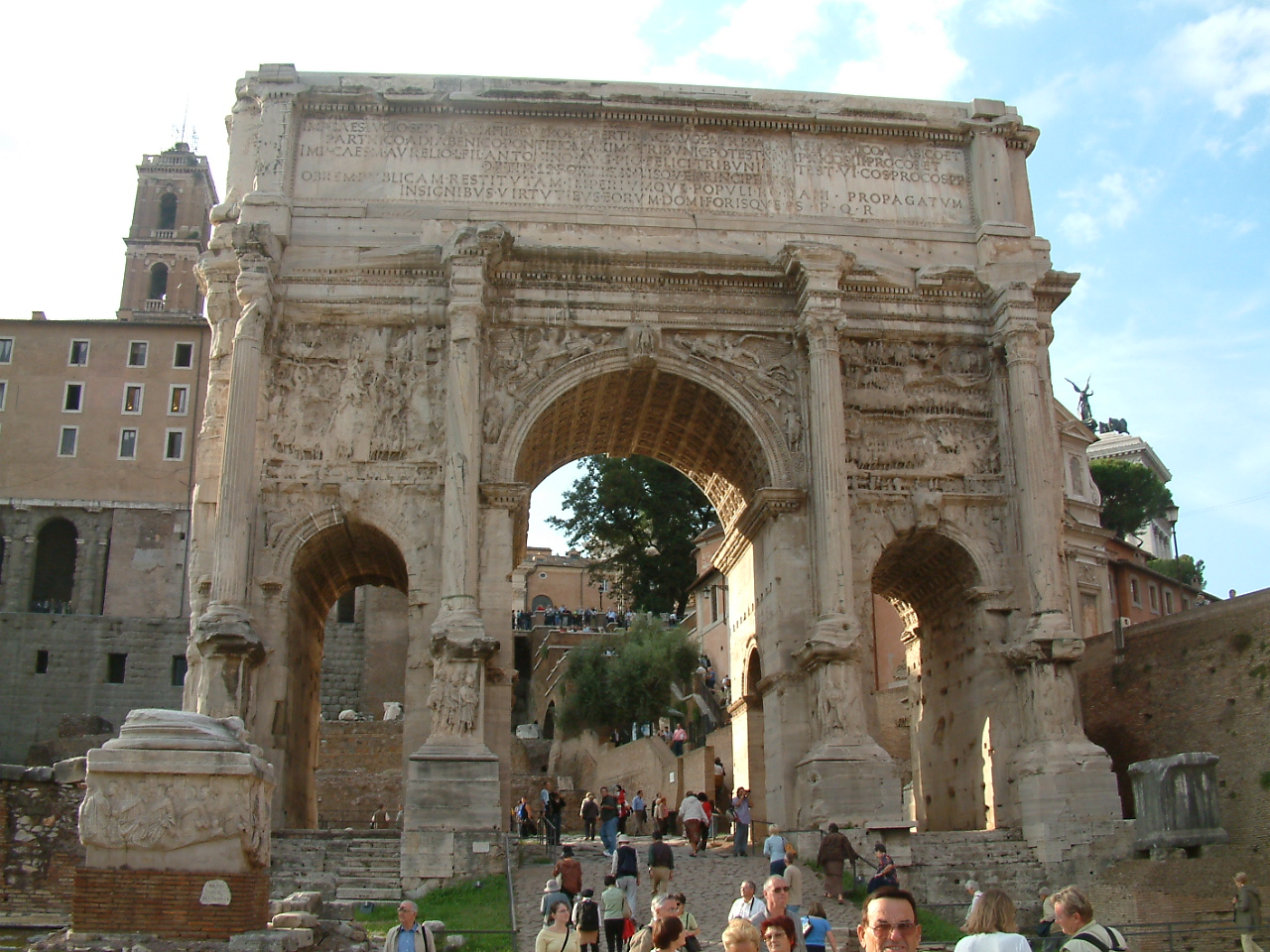
Septimius Severus diadalíve Rómában a Forum Romanumon

A második keleti, pártusok ellen irányuló hadjáratában 198-ban Seleucia és Ktésziphón városok elfoglalásával Mesopotamia tartomány a Római Birodalom részévé vált. 
Rómába csak 203-ban tért vissza, s ekkor tiszteletére a Forumon háromnyílásos diadalívet emeltek, melynek domborművei többek között a parthusok feletti győzelmét, Ctesiphon elfoglalását ábrázolják.
Ezenkívül 204-ben diadalívet emeltek Rómában tiszteletére a pénzváltók, bankárok is.
Septimius Severus ezen időszakban Rómában a Palatinuson fürdőket és parkot létesített, valamint 206-ban további közfürdő építésébe kezdett. A több mint 100 000 m² területen fekvő 1500 személy befogadására alkalmas közfürdőt, mely Caracalla termái néven ismeretes, mert utódja, Caracalla avatta fel. 
208-ban Britannia tartományba ment, s utolsó éveit e tartomány határainak védelmével töltötte. Eboracum városában halt meg 211. február 4-én.
Halála után a szenátus istennek nyilvánította. A hatalomban két fia, Caracalla és Geta követte, akik azonban anyjuk, Julia Domna törekvései ellenére egymás ellen fordultak. A Septimius Severus által megteremtett stabilitás hamarosan véget ért a birodalomban.

## Egyéb intézkedései
- A senatus hatalmának csökkentése. Katonai uralom bevezetése.
- Pannoniában Carnuntum, Aquincum és Siscia, Dacia-ban Potaissa városokat colonia rangra emelte.
- Adóreformok bevezetése.
- Gazdaságpolitikája nagymértékű pénzromlást okozott. Az árak háromszorosukra emelkedtek.
- A keresztények üldözése.